# Pristiophorus japonicus
Pristiophorus japonicus es una especie de elasmobranquio pristioforiforme de la familia Pristiophoridae.